# Hercostomus testaceus
Hercostomus testaceus är en tvåvingeart som beskrevs av Santos Abreu 1929. Hercostomus testaceus ingår i släktet Hercostomus och familjen styltflugor. Inga underarter finns listade i Catalogue of Life.